# Зардарян Оганес Мкртичович
Зардарян Оганес Мкртичович (вірм. Հովհաննես Զարդարյան, 1918—1992) — вірменський радянський живописець, Народний художник Вірменської РСР (1963), дійсний член Академії мистецтв СРСР (1988), член-кореспондент Академії мистецтв СРСР (1958), професор Єреванського педагогічного інституту ім. Хачатура Абовяна (1969)
Учасник художніх виставок з 1942 року. Удостоєний срібної медалі на Всесвітній виставці 1958 року в Брюсселі за картину «Весна» (1956).
Праці Зардаряна зберігаються в Державній Третьяковській галереї, Музеї мистецтва народів Сходу (Москва), Державній картинній галереї Вірменії і в багатьох музеях Росії та інших країн СНД.

## Життєпис та творчість

### Ранні роки
Оганес Зардарян народився 8 січня 1918 року в місті Карс, в родині ремісника.
У період геноциду вірмен сім'я Зардарянов переїхала спочатку до Армавіра, потім до Краснодара і нарешті, в 1920 році, зупинилася в Тифлісі.
У 1933 році Оганес Зардарян відвідує заняття у майстернях Академії мистецтв Тифлісу, але незабаром вирішує продовжити освіту у Вірменії — в Єреванському художньому технікумі, у класиків вірменської живопису С. Аракелян і Ваграма Гайфеджяна.
В 1937 році, після закінчення технікуму, Зардарян їде до Ленінграда і вступає до Ленінградського інституту живопису, скульптури та архітектури (ЛІЖСА) де вчиться разом з Ол. Д. Соколовим, А. Мильніковим, М. Анікушиним, В. Вітман, Е. Моісеєнко, дружні відносини з якими підтримує до кінця життя.
Після повернення до Єревана в 1941 році починається активне творче життя художника. Виставлені в 1944 році під час декади Вірменського мистецтва в Москві пейзажі та натюрморти молодого митця привернули увагу художньої громадськості. У перші повоєнні роки Зардаряном були створені композиційні полотна «Предтропье», «Перемога будівельників СеванГЭСа», «Комітас», які визначили шляхи розвитку тематичної композиції у Вірменії.
З 1956 року Оганес Зардарян бере участь у міжнародних виставках (Прага, Нью Йорк, Варшава, Мехіко, Торонто, Париж, Токіо, Лісабон тощо). Особливо слід відзначити участь на Венеціанських Бієнале 1956 і 1958 роках. Пейзажі Арагаца і натюрморт «Весняні квіти» мали великий резонанс в італійській пресі. Багаторазові відвідування Італії дали можливість особистих контактів з такими художниками як Дж. Де Кіріко, Р. Гуттузо, М. Чимаре, Уго Аттарди і з багатьма іншими.
У 1958 році картина Зардаряна «Весна», в якій високий символ весни в природі, житті втілювався в конкретному образі молодої дівчини, була удостоєна Великої Срібної Медалі на всесвітній виставці в Брюсселі.
Підсумком численних подорожей стали серії картин присвячених Італії, Греції, Іспанії, Естонії, Латвії.
Оганес Зардарян також автор портретів видатних діячів культури і науки: А. Дживилегов, А. Ісаакян, Є. Чаренц, Р. Дрампян, С. Єремян, Б. Маркарян та ін.
З кінця 1950-х років Зардарян жив і працював у своїй майстерні в селі Бюракан, поруч з Бюраканською астрофізичною обсерваторією, і це дало новий імпульс його творчим пошукам. Один за одним з'являються композиційні полотна «Прагнення», «Порив», «Джерело», «Око Бюракана» тощо, портрети вчених В. Амбарцумяна, А. Аліханяна, Доктора Гаро, космонавта Феоктістова, Сюзі Коллен-Суфрен, Шрамека та інших, а також чудові пейзажі і ліричні жіночі образи.
У різні роки майстерню художника відвідували такі видатні діячі науки і мистецтва як Гарзу і Афеурок Текле, Ілля Еренбург і Вільям Сароян, Рудольф Мессбауер і Зельдович та багато інших.
З кінця 1950-х років до останніх років Зардарян працював над картиною «Результат», присвяченій трагічній долі вірменського народу. Творчому методу Зардаряна була притаманна тривала робота над композиційними картинами, ескізи яких відображають розвиток творчих пошуків, бажання підпорядкувати всю палітру художніх можливостей основної ідеї. Кожен окремо взятий ескіз є закінченим твором. Саме тому одна з персональних виставок Оганеса Зардаряна (понад 100 праць) було присвячено чотирьом темам.
На жаль більша частина творів О. Зардаряна останніх 30-и років залишається невідомою широкому глядачеві.
Оганес Зардарян помер у 1992 році в Єревані.

## Нагороди
- заслужений діяч мистецтв Вірменської РСР (7.07.1956)[3]
- народний художник Вірменської РСР (1963)
- орден Трудового Червоного Прапора (27.06.1956)
- орден Дружби народів (6.01.1978) — за заслуги в розвитку радянського образотворчого мистецтва та у зв'язку з шістдесятиріччям з дня народження
- медалі

## Родина
- Дружина — Марія Григорівна Чубарян (1919—2013) — кінодраматург, дочка відомого вірменського юриста Григорія Амбарцумовича Чубаряна (1888—1962) і сестра скульптора Гукаса Чубаряна (1923—2010).
- Дочка — Анаїт Оганесівна Зардарян (нар. 1945) — художник.
- Син — Мкртич Оганесович Зардарян (нар. 1951) — археолог.

## Зміна в стилі
Після обрання до Академії мистецтв СРСР, з кінця 1950-х років, Оганес Зардаян працює у своїй майстерні в селі Бюракан по сусідству з Бюраканською астрофізичною обсерваторією. Близькість до природи і науковому світу визначили перелом у творчості Зардаряна. Першою картиною створеної в Бюракані стало «Прагнення».
- 1959—1961 — Участь у виставках у Нью-Йорку, Мехіко, Гавані, Варшаві та Берліні.
- 1963 — Оганес Зардарян удостоєний звання народного художника Вірменії.
- 1964 — Друга участь на Венеціанській бієнале.
- 1969 — Зардарян удостоюється звання професора, після дести років викладацької діяльності.
- 1971—1972 — Участь у виставках «Мистецтво Вірменії: Від Урарту до наших днів» організованої в Луврі.
- 1976—1977 — Участь c Г. Чубаряном і Р. Ханджяном в організованих у Москві, Ризі, Вільнюсі, Варшаві, виставках Академії мистецтв.
- 1986—1987 — Участь у виставці «Італія очима вірменських художників» у Венеції. Виставка в Торонто.
- 1988 — Оганес Зардарян обирається дійсним членом Академії мистецтв СРСР.
- 1990 — Участь у виставці в Монреалі.

## Публікації
- И. И. Цырлин. Оганес Мкртичевич Зардарян. Советский Художник. Москва,1960. 44 стр., 1 цв. илл., 1 фотогр. С. 1, I. 1961. А 09471.
- А. Каменский. О. Зардарян. Альбом. Советский Художник. Москва,1970. 12 стр., 11 цв. илл. А09017 17-239. Т. 3700. 3. 899 8-2-3. 70-7544 стр,. 17 цв. илл., 1 фотогр.
- Boris Zurabov. Hovhannes Zardarian. Moscow, 1993. 64 pages, 62 colour illustrations, 8 photographs. ISBN 5-269-00381-3. Copyright. Galart Publishers, Moscow, 1993.
- Hovhannes Zardarian. Calendar 2008. «Seasons». Yerevan. 2007. Printinfo Art Books — L'Association Zart. 30 pages, 14 colour illustrations, 1 photograph. ISBN 9993048429. (Stroke code) 9789993048428. Copyright 2007, Anahit Zardaryan, Mkrtich Zardaryan
- Martin Mikaelyan. Hovhannes Zardarian. «4 Themes». Yerevan, 2008.88 pages, 56 colour illustrations, 7 photographs.Printinfo Art Books. ISBN 9939531222. (Stroke code)9789939531229. Copyright 2008, Anahit Zardaryan, Mkrtich Zardaryan

## Пам'ять

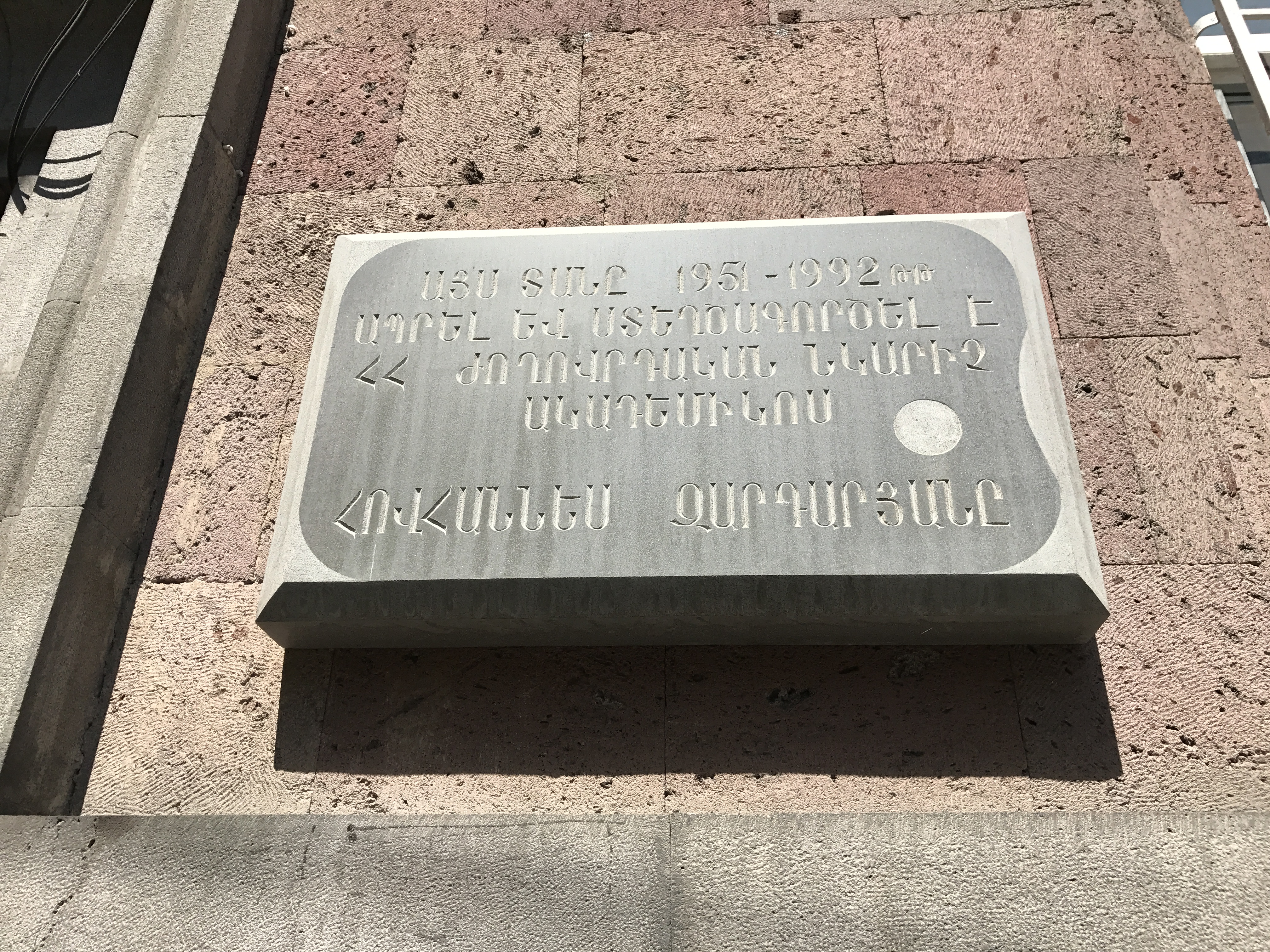

Меморіальна дошка в Єревані, проспект Саят-Нови.